# Suso Brechter
Heinrich Suso Brechter OSB (* 17. August 1910 in Dorndorf als Johann Brechter; † 12. Februar 1975 in St. Ottilien) war ein deutscher Benediktinermönch, Professor für Missionswissenschaft und Erzabt von Sankt Ottilien.

## Ausbildung
Geboren wurde Brechter am 17. August 1910 in Dorndorf bei Ulm als Sohn des Oberlehrers Franz Brechter und seiner Gattin Theresia, geb. Stetter. Nach dem Besuch der Volksschule in Dorndorf und Bronnen und der Lateinschule in Laupheim wechselte er 1924 in die 4. Klasse des Progymnasiums in St. Ottilien. Die Oberklassen besuchte er am staatlichen Gymnasium in Dillingen an der Donau.
1930 trat er als Novize in die Erzabtei St. Ottilien ein und legte ein Jahr später, am 16. Mai 1931, die erste Profess ab. Von 1930 bis 1933 studierte er Philosophie an der Philosophischen Hochschule St. Ottilien, anschließend von 1933 bis 1937 Theologie und von 1937 bis 1941 Mittelalterlichen Philologie, Universalgeschichte, Paläographie und Diplomatik an der LMU München. Seine Priesterweihe erfolgte 1936.
Mit einer Arbeit über „Die Quellen zur Angelsachsenmission  Gregors des Großen“ promovierte Brechter 1941 bei Paul Lehmann zum Doktor der Philosophie. Anschließend übernahm er zunächst eine Stelle als Hausgeistlicher bei den Benediktinerinnen in St. Alban.

## Professor und Erzabt
1945 wurde Brechter Prior in St. Ottilien, wo er auch als Dozent an der ordenseigenen Hochschule tätig war. 1952 erhielt er einen Ruf als Professor für Missionswissenschaft an die LMU München und wurde Vorstand des dortigen missionswissenschaftlichen Seminars. Gleichzeitig versah er im Münchener Ottilienkolleg das Amt des Klerikerpräfekten.
Nach der Resignation des Ottilianer Erzabtes Chrysostomus Schmid wurde Brechter am 12. Juli 1957 zu dessen Nachfolger gewählt. In seine Amtszeit fielen die Umwälzungen des Zweiten Vatikanischen Konzils. Diese brachten auch für die Klöster wesentliche Veränderungen, die ihren sichtbarsten Ausdruck in der Umgestaltung der Klosterkirche fanden. Dafür hatte Brechter seinem Konvent bereits zu Weihnachten 1964 ein eigenes Konzept vorgestellt. 1967 begann dann die umfassende Neugestaltung des Kirchenraums.
Obwohl Brechter selbst am Konzil teilgenommen hatte, sah er manche der damit einhergehenden Veränderungen mit Sorge. Die Umwälzungen haben ihn „bis zuletzt tief bedrückt“, wie es der Kirchenhistoriker Georg Schwaiger anlässlich eines Gedenkgottesdienstes an der Münchner Universität ausdrückte, da er „wesentliche Positionen des überkommenen Glaubens, des kirchlichen und speziell des monastischen Lebens gefährdet glaubte“.
Aufgrund einer fortschreitenden Krankheit trat Brechter am 6. Dezember 1974 vom Amt des Erzabtes zurück. Nur wenig später, im Februar 1975, starb er.

## Konzilsvater
Bereits 1959 war Brechter Mitglied der vorbereitenden Missionskommission des Zweiten Vatikanischen Konzils. Von
1962 bis 1965 nahm er dann als Konzilsvater an den Beratungen teil. Später hat er die Ergebnisse des Konzils auch wissenschaftlich aufgearbeitet. An dem grundlegenden Werk „Lexikon für Theologie und Kirche: Das Zweite Vatikanische Konzil“ war er als Herausgeber und Autor beteiligt. Zum Dekret „Ad gentes“ über die Missionstätigkeit der Kirche verfasste er einen Kommentar.

## Publikationen
- Die Quellen zur Angelsachsenmission Gregors des Grossen. Eine historiographische Studie, (Diss.) Münster 1941.
- Benedictus, der Vater des Abendlandes 547–1947, Weihegabe der Erzabtei St. Ottilien zum vierzehnhundertsten Todesjahr, München 1947.
- Kirchengeschichtliche Quellen und Studien, St. Ottilien 1950.
- Das Zweite Vatikanische Konzil: Dokumente und Kommentare, hg. v. Heinrich Suso Brechter u. a., 3 Bde., Freiburg 1966–1968.
- Der "weitschweifige" Pförtner? – Zur Regula Benedicti (66,3), in: StMB 86 (1975), 645–661.